# Filippo Milone
Filippo Milone (Milano, 29 maggio 1952) è un politico italiano.

## Biografia
Nel 2005 viene nominato nel consiglio di amministrazione di Poste italiane dal governo Berlusconi, fino al 2008.
Dal maggio 2008 al 16 novembre 2011 è stato Consigliere per la politica industriale del Ministro della Difesa Ignazio La Russa. Il 5 aprile 2011 è nominato consigliere di amministrazione della società Ansaldo Sts, controllata di Finmeccanica, fino al 12 dicembre 2011.
Il 29 novembre 2011 viene nominato Sottosegretario di Stato al Ministero della Difesa nel Governo Monti, sotto il Ministro Giampaolo Di Paola, fino all'aprile 2013.
Fa parte del cda della Fondazione Alleanza Nazionale , ed è membro della Commissione di garanzia e disciplina di Fratelli d'Italia.